# Steinfurt (stad)
Steinfurt is een stad en gemeente in de Duitse deelstaat Noordrijn-Westfalen, gelegen in de Kreis Steinfurt. De gemeente telt 34.431 inwoners (31 december 2020) op een oppervlakte van 111,41 km². Steinfurt is Kreisstadt van de gelijknamige Kreis.
De Kreisstadt Steinfurt is het resultaat van een fusie op 1 januari 1975 van de voormalige onafhankelijke steden (gemeenten) Borghorst en Burgsteinfurt.

Gemeentewapen Borghorst (1930-1975)
Gemeentewapen van Burgsteinfurt tot 1975

In het na de fusie in gebruik genomen gemeentewapen zijn elementen van de wapens van beide voormalige stadsdelen opgenomen.
Steinfurt is tevens de naam van het gelijknamige voormalige Graafschap dat tot 1806 bestond. De stad Burgsteinfurt was de hoofdplaats van het graafschap Steinfurt. Beide namen, Steinfurt (in het plaatselijke dialect ook wel: Stemmert) en Burgsteinfurt, werden en worden gebruikt voor de stad. In dit artikel wordt Steinfurt vooral als aanduiding van de gehele gemeente gebruikt, en Burgsteinfurt vooral als aanduiding van de stad, die de noordwestelijke helft daarvan uitmaakt.

## Stadsdelen

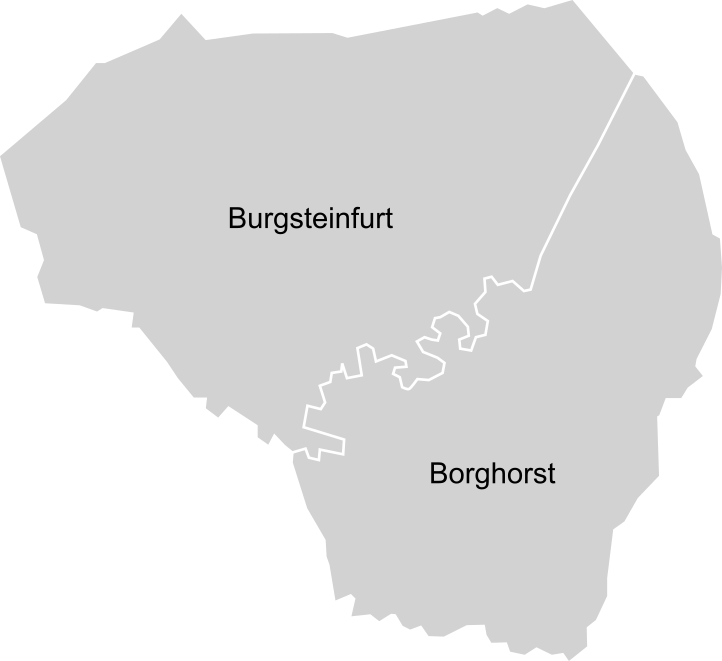
Stadsdelen van Steinfurt

De gemeente Steinfurt bestaat uit twee stadsdelen, waaronder telkens drie gehuchten (Bauerschaften) ressorteren, te weten:
- Burgsteinfurt (65,2 km²)
  - Hollich, aan de noordoostkant van Burgsteinfurt
  - Sellen, aan de noordwestkant van Burgsteinfurt
  - Veltrup, aan de zuidwestkant van Burgsteinfurt
- Borghorst (46,2 km²)
  - Dumte, aan de westkant van Borghorst
  - Wilmsberg, aan de zuidoostkant van Borghorst
  - Ostendorf, aan de noordoostkant van Borghorst

Blijkens gegevens op de website van de gemeente Steinfurt (bron:) had deze per 31 december 2020 in totaal 35.149 inwoners (exclusief tweede-woningbezitters e.d.). Van hen woonden er 19.537 in Borghorst en 15.612 in Burgsteinfurt.
Ruim 8.000 mensen waren evangelisch-luthers of evangelisch-gereformeerd, ruim 16.600 waren rooms-katholiek en iets meer dan 10.500 behoorden tot een andere geloofsgemeenschap of waren atheïst. In Borghorst overheerst het rooms-katholieke geloof, terwijl in de, van oudsher veel meer protestantse, stad Burgsteinfurt het aantal katholieken en protestanten met ruim 5.200 ongeveer gelijk was.

## Ligging en infrastructuur
Burgsteinfurt ligt ongeveer 5 kilometer ten noordwesten van Borghorst. Door de gemeente Steinfurt stroomt het (niet bevaarbare) riviertje Steinfurter Aa, een zijrivier van de Overijsselse Vecht.

### Wegverkeer
Door de gemeente loopt, van noordwest naar zuidoost, de Bundesstraße 54. Deze loopt in noordwestelijke richting via Gronau (Westfalen) naar de Nederlandse grens bij Enschede (afstand Burgsteinfurt-Enschede ruim 25 km), en in zuidoostelijke richting naar de stad Münster (afstand Burgsteinfurt- Dom van Münster circa 27 kilometer).
De dichtstbijzijnde autosnelwegen liggen vrij ver van Steinfurt verwijderd. Afrit 30 van de Autobahn A31 bij Gronau, en afrit 77, Kreuz Münster-Nord, van de Autobahn A1 liggen allebei op ongeveer 20 kilometer van Burgsteinfurt.
Te Burgsteinfurt kruist de B54 ongelijkvloers de voormalige Bundesstraße 499, de weg van Rheine in het noorden naar Horstmar en Coesfeld in het zuid-zuidwesten.

### Trein en bus

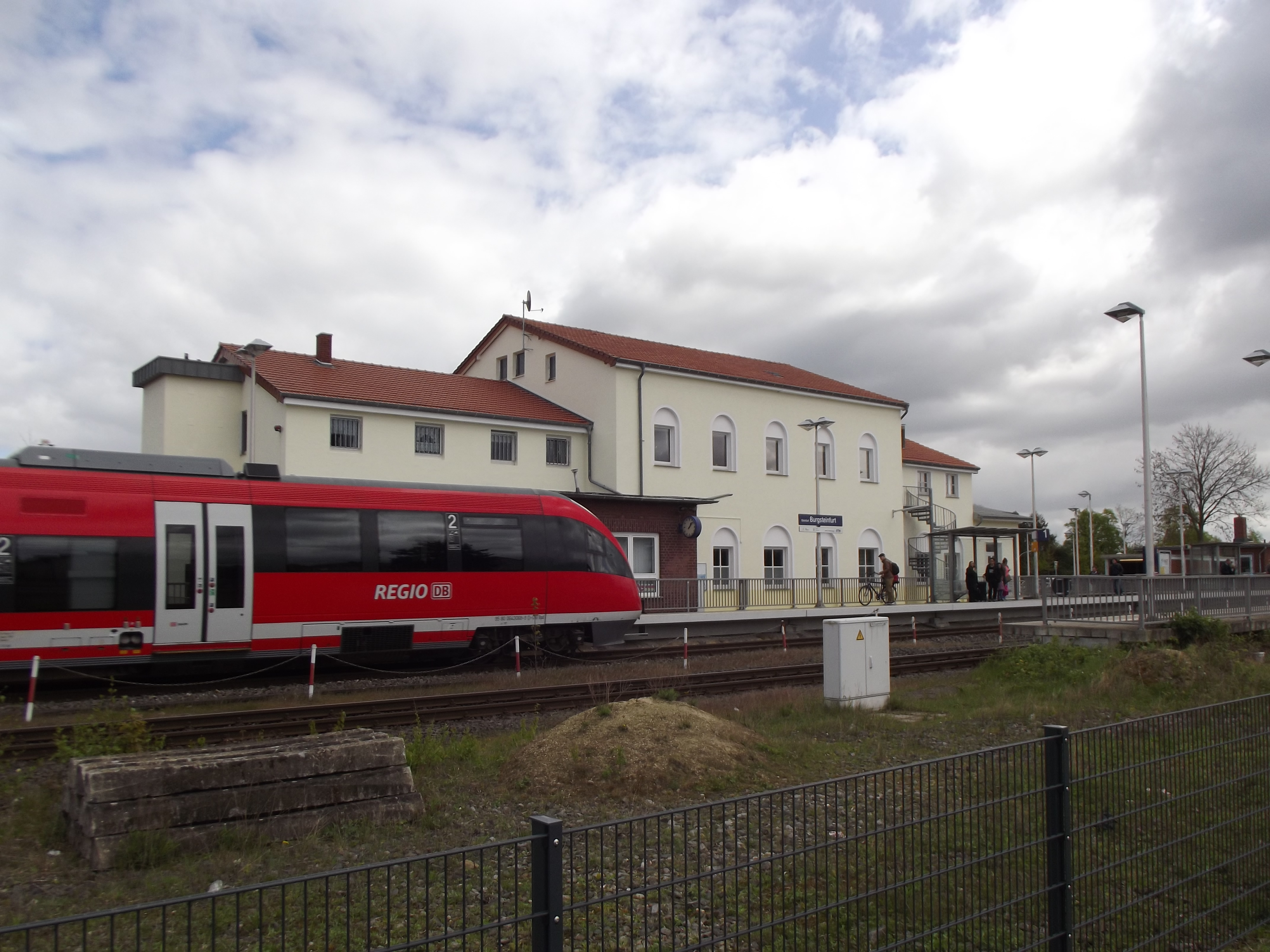
Trein uit Enschede arriveert op station Steinfurt-Burgsteinfurt
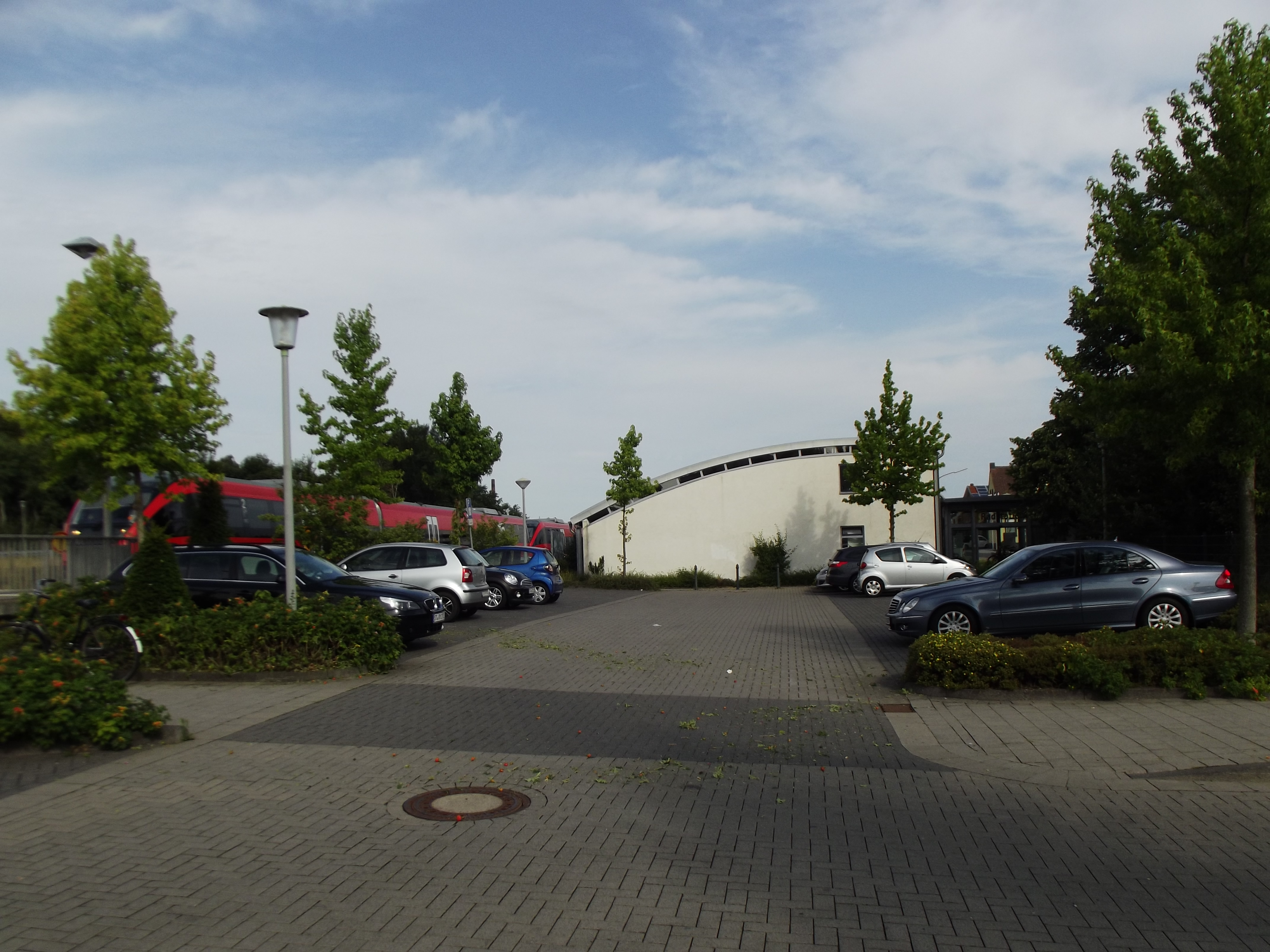
Fietsenstalling op dit station

Burgsteinfurt en Borghorst hebben beide een stoptreinstation aan de, in de jaren 2023-2030 wellicht tot S-Bahn van de stad Münster op te waarderen, spoorlijn Enschede-Gronau-Münster. Deze bijna 6 kilometer van elkaar verwijderde stations heten respectievelijk Steinfurt-Burgsteinfurt en Steinfurt-Borghorst.
De voormalige spoorlijn van Burgsteinfurt noordoostwaarts naar Rheine is verwijderd en heeft plaats gemaakt voor een fietspad.
Vanuit Burgsteinfurt en Borghorst bestaan enkele, meestal alleen als scholierenlijn rijdende, busdiensten van en naar omliggende plaatsen.

## Economie

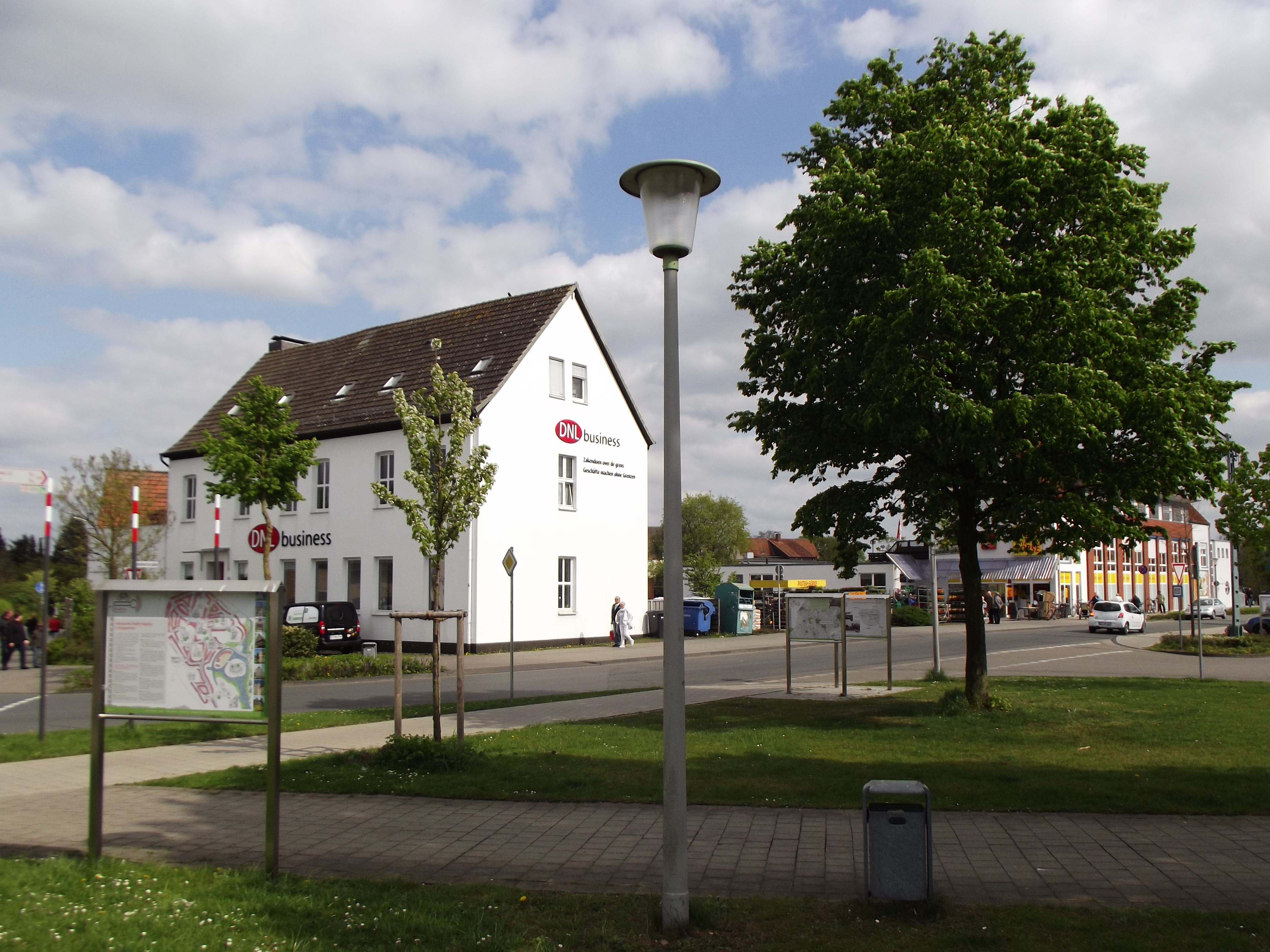
Nederlands-Duits importfirma in Steinfurt

In de gemeente is het toerisme een belangrijke bron van inkomsten, vanwege o.a. de historische monumenten in de gemeente en het voor het Münsterland kenmerkende fietstoerisme.
De textielindustrie, die in de 19e en 20e eeuw vooral Borghorst het karakter van een industriestadje gaf, is anno 2020 beperkt tot enige kleine, gespecialiseerde bedrijven. Daarnaast is er nog een reeds sedert de 19e eeuw bestaande destilleerderij van sterkedrank. Voor het overige is de nijverheid en industrie beperkt tot midden- en kleinbedrijf van niet meer den plaatselijke of regionale betekenis.
Aan de noordkant van Steinfurt ligt het Windpark Hollich, bestaande uit 35 windturbines, totale capaciteit ultimo 2016: 77,5 megawatt, die nagenoeg de gehele elektriciteitsbehoefte van de gemeente dekken.
Burgsteinfurt is een regionaal bestuurscentrum, en biedt relatief veel werkgelegenheid in de dienstensector. Zo is er o.a. een arbeidsbureau, een belastingkantoor en een Amtsgericht. Verder heeft de stad een middelgroot ziekenhuis, waar 500 mensen werken. Deze instelling is sedert 2016 een dependance van het academisch ziekenhuis van de universiteit van Münster.

## Geschiedenis
De nederzetting Burgsteinfurt aan de Steinfurter Aa dateert van voor het jaar 1000. Het gehucht Sellen is de oudst vermelde plaats in de huidige gemeente Steinfurt (eind 9e eeuw). Met de bouw van slot Burgsteinfurt door Rudolf II, de heer van Stenvorde, in het jaar 1129 nam de groei van de nederzetting toe. Rond de burcht die de basis van de heerlijkheid Steinfurt vormde ontstond zo een gemeenschap van boeren, handwerkslieden en handelaren die in de jaren 1338 - 1347 beperkte stadsrechten verwierf uit handen van de heren van Steinfurt.
In 1536 verwierf de stad het volledige stadsrecht en werden gekozen burgemeesters, schepenen en raadsheren verantwoordelijk voor het bestuur. De leden van de stadsregering waren afkomstig uit prominente families die meestal al generaties in de stad woonden. De bereikte stedelijke autonomie vindt zijn architectonische uitdrukking in de bouw van het Raadhuis in 1561, thans VVV-kantoor. Vanwege de directe nabijheid van de heer op de burcht traden er echter gedurende de gehele geschiedenis van de stad regelmatig strubbelingen op tussen heer en burgers in hun beider streven naar meer macht en/of autonomie ten koste van elkaar.

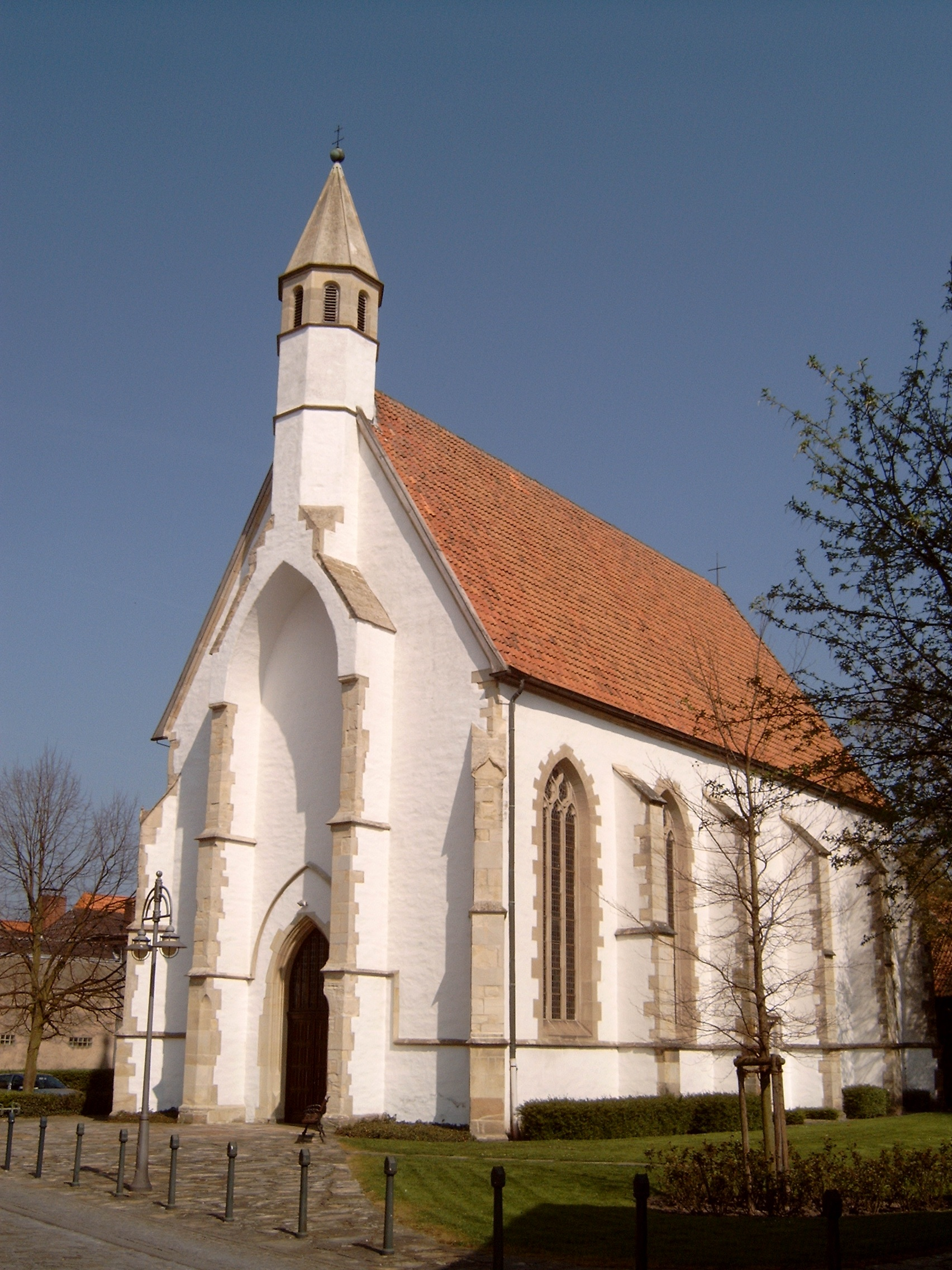
Burgsteinfurt, Kleine Kerk (15e eeuw)

Met het uitsterven van het geslacht Von Steinfurt in de 16e eeuw vererfde de inmiddels tot graafschap verheven heerlijkheid Burgsteinfurt aan de verwante graven van Bentheim. De graven van Bentheim-Steinfurt gingen over tot het lutherse en later het calvinistische (gereformeerde; Duits reformierte of evangelisch-reformierte) geloof. Het kleine graafschap Steinfurt werd een calvinistisch eiland in het omringende katholieke prinsbisdom Münster.
In 1588 stichtte graaf Arnold een theologische en filosofische hogeschool die uitgroeide tot universiteit. Dit zogenaamde Arnoldinum ontwikkelde zich tot een van de belangrijkste internationale leerscholen voor de calvinistische theologie en trok vele studenten uit Nederland. Vele Nederlandse professoren, onder wie Johannes Althusius, kwamen vanuit Nederland naar Steinfurt. Deze ontwikkeling leidde tot de bouw van verscheidene monumentale gebouwen, die in een Nederlandse stijl gebouwd zijn.
Rond 1589 en in de Dertigjarige Oorlog (1618-1648) had Steinfurt veel van oorlogsgeweld te lijden. Ook waren er regelmatig hongersnoden, branden en epidemieën van gevaarlijke ziektes. In 1647 viel de stad Burgsteinfurt in handen van de katholieke coalitietroepen en werd van 1660 tot 1716 bezet door het Prinsbisdom Münster, dat de invloed van het rooms-katholieke geloof vergrootte. Vele protestanten uit de stad vluchtten naar elders.
De graven van Bentheim-Steinfurt regeerden over het graafschap tot 1806, in welk jaar het graafschap Steinfurt werd opgeheven en opging in het door Napoleon ingestelde groothertogdom Berg. Met de restauratie in 1815 verloor Steinfurt zijn onafhankelijkheid definitief en werd toegevoegd aan Pruisen. De graven van Bentheim-Steinfurt hielden als titel die van 'vorst' en lieten zich zowel met de Duitse titel Fürst von Bentheim-Steinfurt(h) als met de Nederlandse titel prins van Benthem-Steinvoorde benoemen. Nog steeds wonen op zowel de burcht in Bentheim als op die in Burgsteinfurt nakomelingen van dit vorstelijke geslacht.
Ten gevolge van armoede, oorlog en de opname in het koninkrijk Pruisen zochten vele inwoners van Burgsteinfurt, en overigens ook van Bentheim, in de eerste helft van de 19e eeuw hun heil elders; in Nederland en ook in Amerika. De familienamen 'van Benthem' en 'van Steinvoorde' stammen uit deze streek. Na de Duitse eenwording (1870) zette economische bloei in en werd ook, na een halve eeuw, de taalkundige integratie afgesloten waarmee het Nederduits c.q. Nederlands definitief zijn rol als officiële taal verloor ten gunste van het Hoogduits. Burgsteinfurt verloor daarmee ook zijn traditioneel op Nederland gerichte blik.
Tijdens de Tweede Wereldoorlog, met name bij twee geallieerde luchtbombardementen in het laatste oorlogsjaar, werd de stad ernstig beschadigd ten gevolge van oorlogshandelingen. Ongeveer de helft van de oude stad werd verwoest. Na de oorlog werden de meeste beschadigde historische gebouwen gerestaureerd.
In 1990 raakte de Grote Kerk van Burgsteinfurt door een orkaan zwaar beschadigd, maar kon, mede door financiële ondersteuning door zowel protestanten als katholieken, spoedig weer worden hersteld.

### Borghorst
Borghorst ontstond in de 10e eeuw rondom een vrouwensticht, waarvan de geschiedenis grote gelijkenis vertoont met die van het Stift Metelen. Verscheidene adellijke stichtsdames waren zowel abdis te Metelen als Borghorst. Van het in 1810 opgeheven sticht is zeer weinig bewaard gebleven. 
Borghorst verwierf, voordat het als gemeente fuseerde met Steinfurt, in 1950 van de regering eveneens het recht, zichzelf stad te noemen.

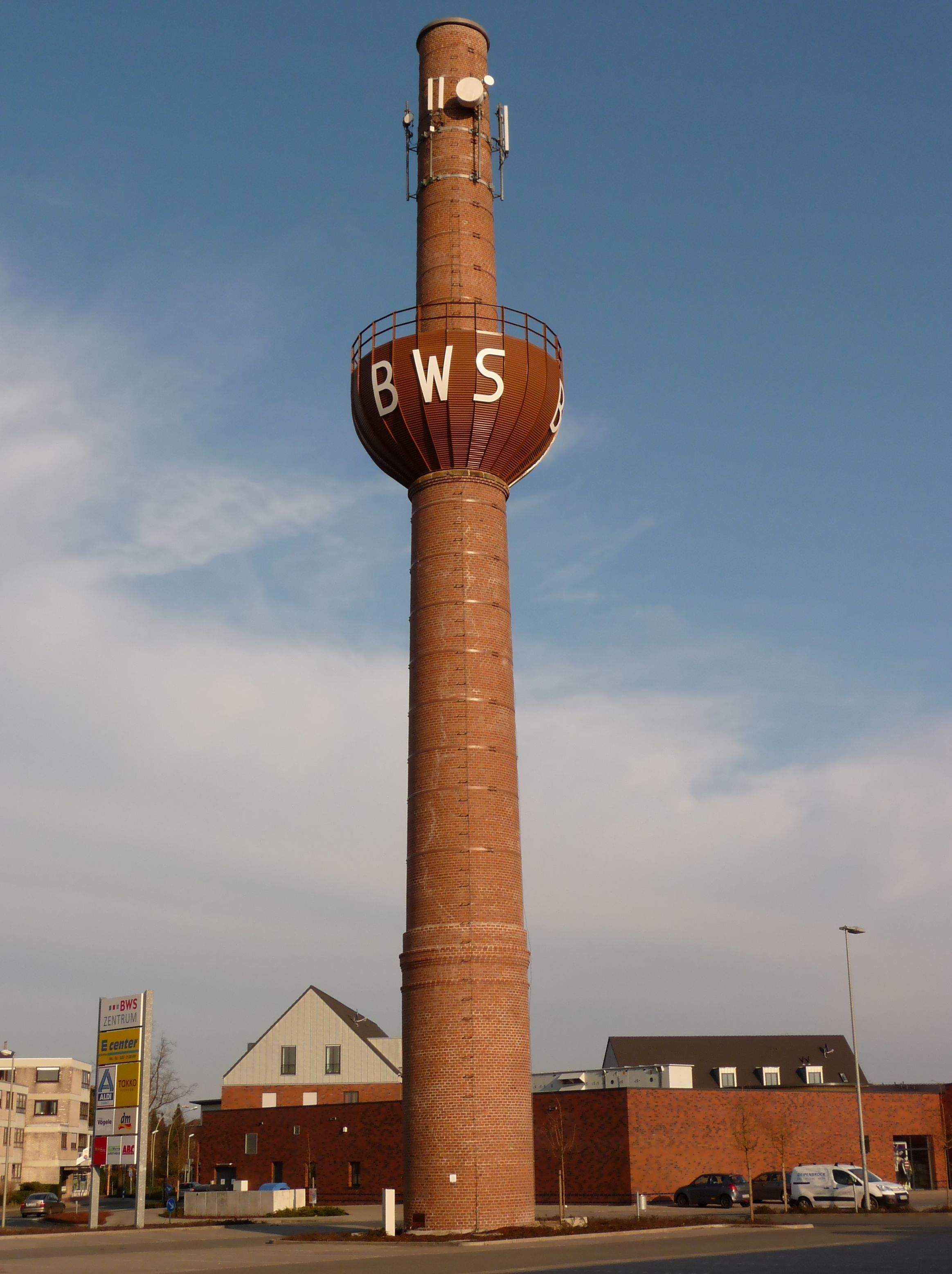
Schoorsteen van de voormalige Borghorster Warps-Spinnerei (BWS)

Van 1861 tot aan het faillissement in 2005 was te Borghorst de grote textielfabriek Borghorster Warps-Spinnerei (BWS) gevestigd. Dit bedrijf legde zich toe op de productie van kettingdraad. De schoorsteen van de fabriek is als industrieel erfgoed behouden gebleven en is in gebruik als zendmast voor mobiele telefonie en andere vormen van telecommunicatie. Op de plaats van de fabrieksgebouwen verrees een modern, groot winkelcentrum.

## Bezienswaardigheden
- Het fraaie, geheel door water omgeven slot Burgsteinfurt, dat uit een Oberburg, een Unterburg en een watermolen bestaat, wordt nog steeds door de adellijke familie Von Bentheim-Steinfurt bewoond, en is, samen met de directe omgeving ervan, sinds januari 2009 nog slechts bij zeer hoge uitzondering voor bezichtiging in groepsverband geopend[3]. Een wandeling door de schilderachtige omgeving hiervan loont desondanks nog de moeite.
- Dicht bij het kasteel ligt het, in 1765 aangelegde en voor rekening van de deelstaat Noordrijn-Westfalen in 2004 gerenoveerde, uitgestrekte wandelpark (met vijvers) met de naam Bagno. In dit park staat een in Lodewijk XVI-stijl gebouwde[4] concertzaal (1774). Dit belangwekkende cultuurmonument werd tussen 1984 en 1997 gerestaureerd, en is sedertdien weer voor zijn oorspronkelijke doel in gebruik: zaal voor concerten van klassieke muziek. Verscheidene malen hebben er musici en orkesten van wereldklasse gespeeld.
- De evangelisch-gereformeerde Grote Kerk (14e eeuw, met ingebouwde restanten van een ouder godshuis) te Burgsteinfurt
- De evangelisch-lutherse Kleine Kerk te Burgsteinfurt is een laatgotisch kerkgebouwtje, dat in de 15e eeuw oorspronkelijk de kapel van een armenhuis was. De kerk is in de Tweede Wereldoorlog verwoest en later zorgvuldig herbouwd. De kerk bevat een in 1999 door de Nederlandse orgelbouwer J.C. van Rossum (Wijk en Aalburg) geproduceerd orgel.
- De barokke, in 1724 gebouwde, Johannes-Nepomukkerk te Burgsteinfurt getuigt van de inspanningen van het Prinsbisdom Münster, om Burgsteinfurt in de 18e eeuw terug te brengen tot het rooms-katholieke geloof. Het kerkgebouw heeft een fraai, 18e- en 19e-eeuws interieur.
- Het Oude Raadhuis te Burgsteinfurt; de benedenverdieping bevat de Festsaal die nog steeds voor bruiloften, feesten en partijen wordt verhuurd.
- De voormalige hogeschool (in gebruik als volkshogeschool) en de voormalige, 17e-eeuwse professorenhuizen in het centrum
- De gemeente ligt in het Münsterland. Dat betekent, dat zij aan talrijke fietsroutes, ook voor meerdaagse tochten, ligt.
- De oude "Hollandse" windmolen te Hollich, noordelijk van Burgsteinfurt, is nog maalvaardig en kan iedere zaterdagmiddag worden bezichtigd.
- Een belangrijk cultuurmonument te Borghorst is de neogotische Sint-Nicomedeskerk in de stad, met belangwekkend, deels barok interieur. Het in de 11e eeuw vervaardigde Borghorster Stiftskreuz, een gouden, kruisvormige reliekhouder, maakt deel uit van[5] de kerkschat van de Sint-Nicomedes.
- Te Borghorst is in een uit 1811 daterend gebouw, dat tot het voormalige sticht behoorde, een aan het veelzijdige werk van de kunstenaar en designer Heinrich Neuy gewijd museum ingericht. In dit gebouw wordt ook de bewaard gebleven bibliotheek van het voormalige sticht van Borghorst bewaard.

## Galerij

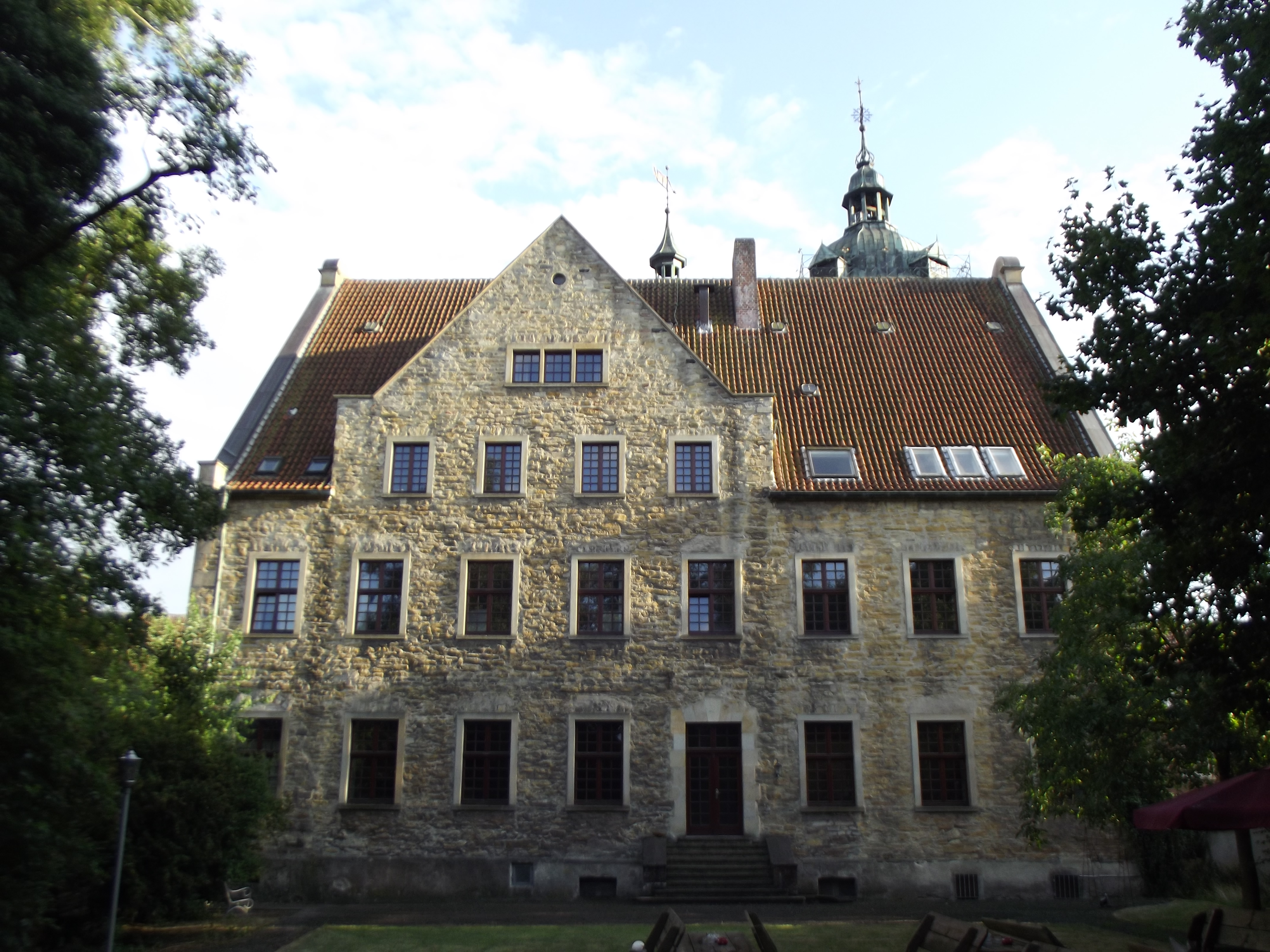
Academiegebouw van het Arnoldinum in Burgsteinfurt uit 1591, binnenplaats
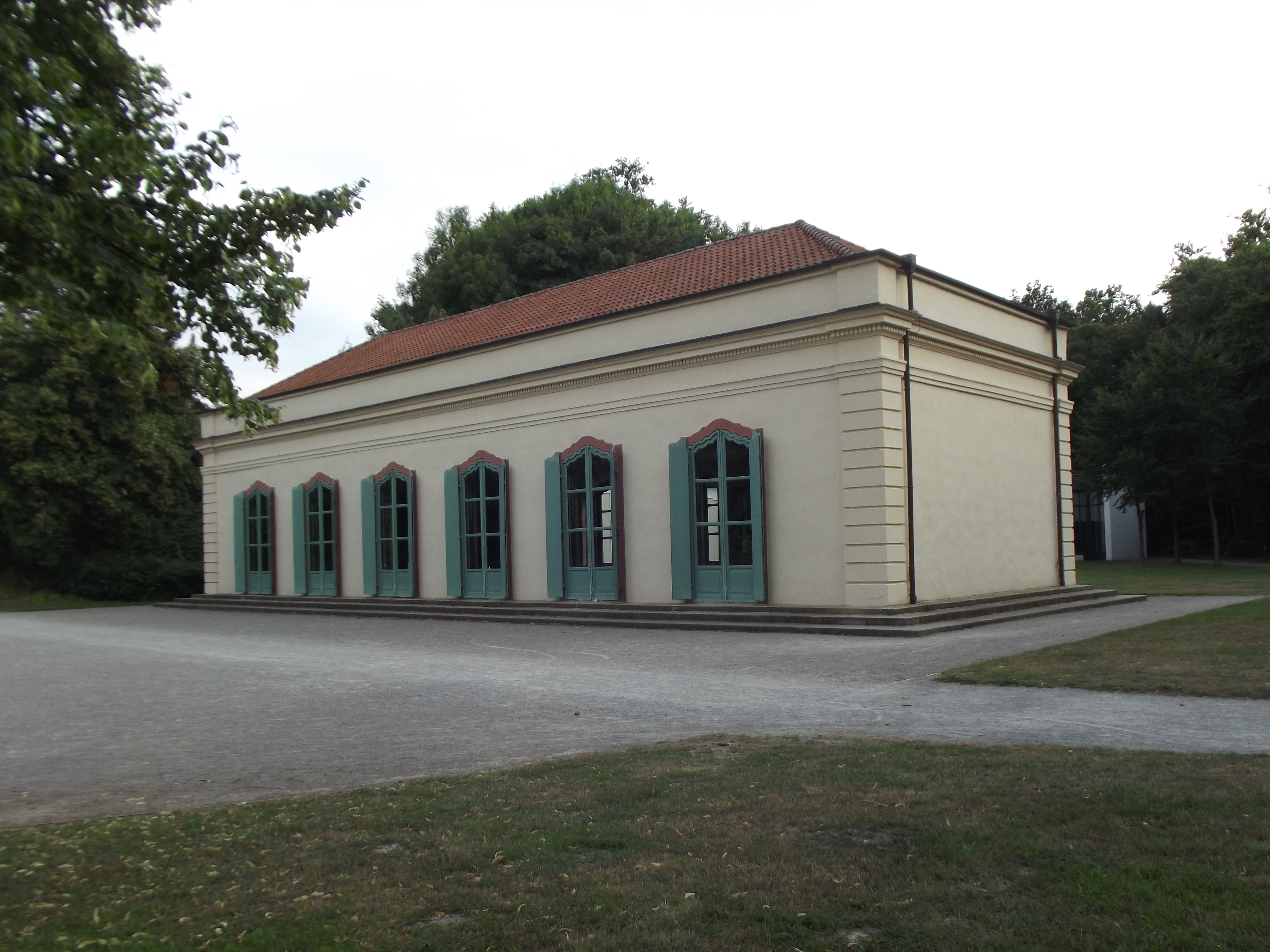
Concertzaal in het park Bagno
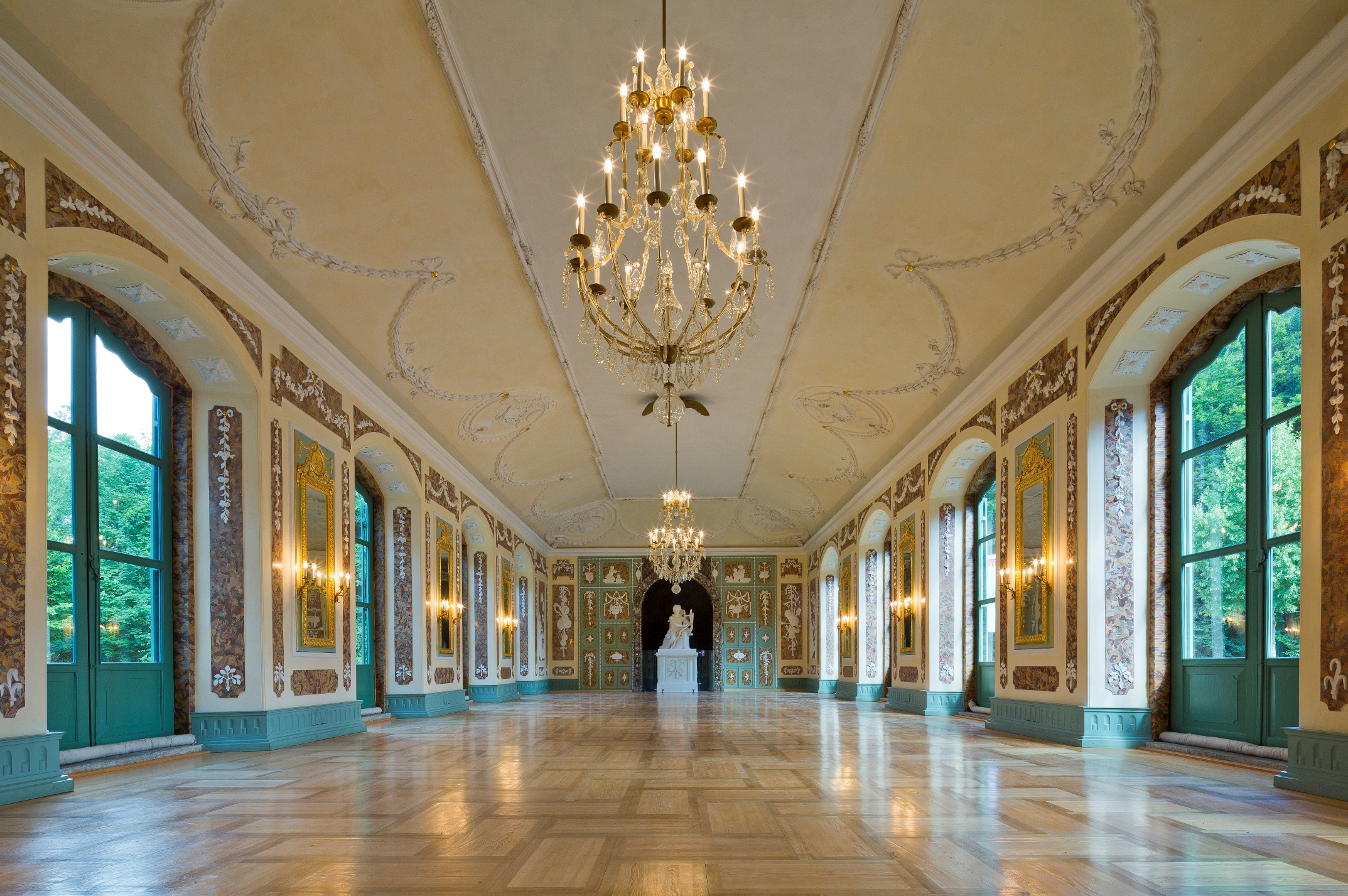
Interieur van deze concertzaal
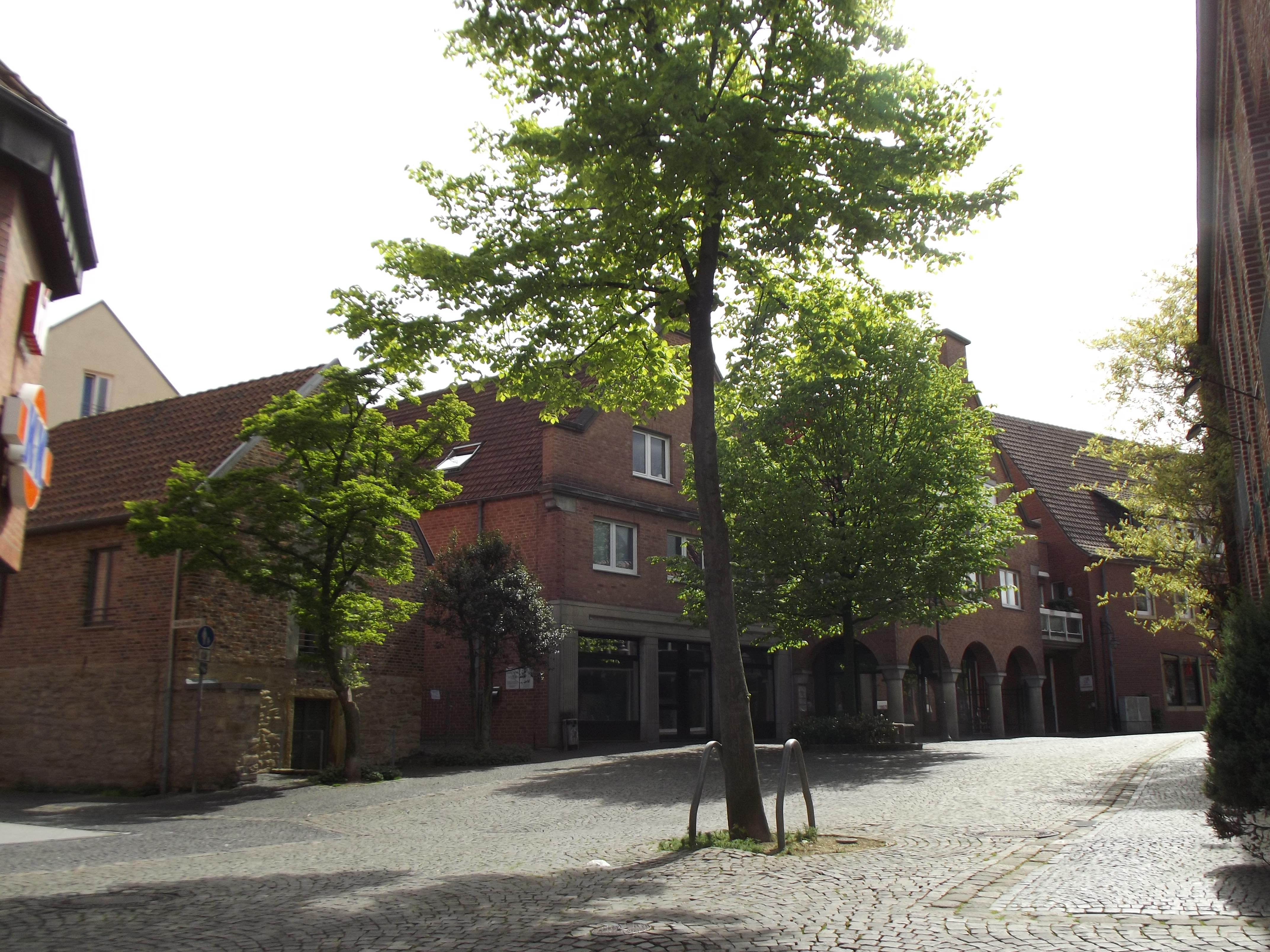
Oude binnenstad, "Wippert"
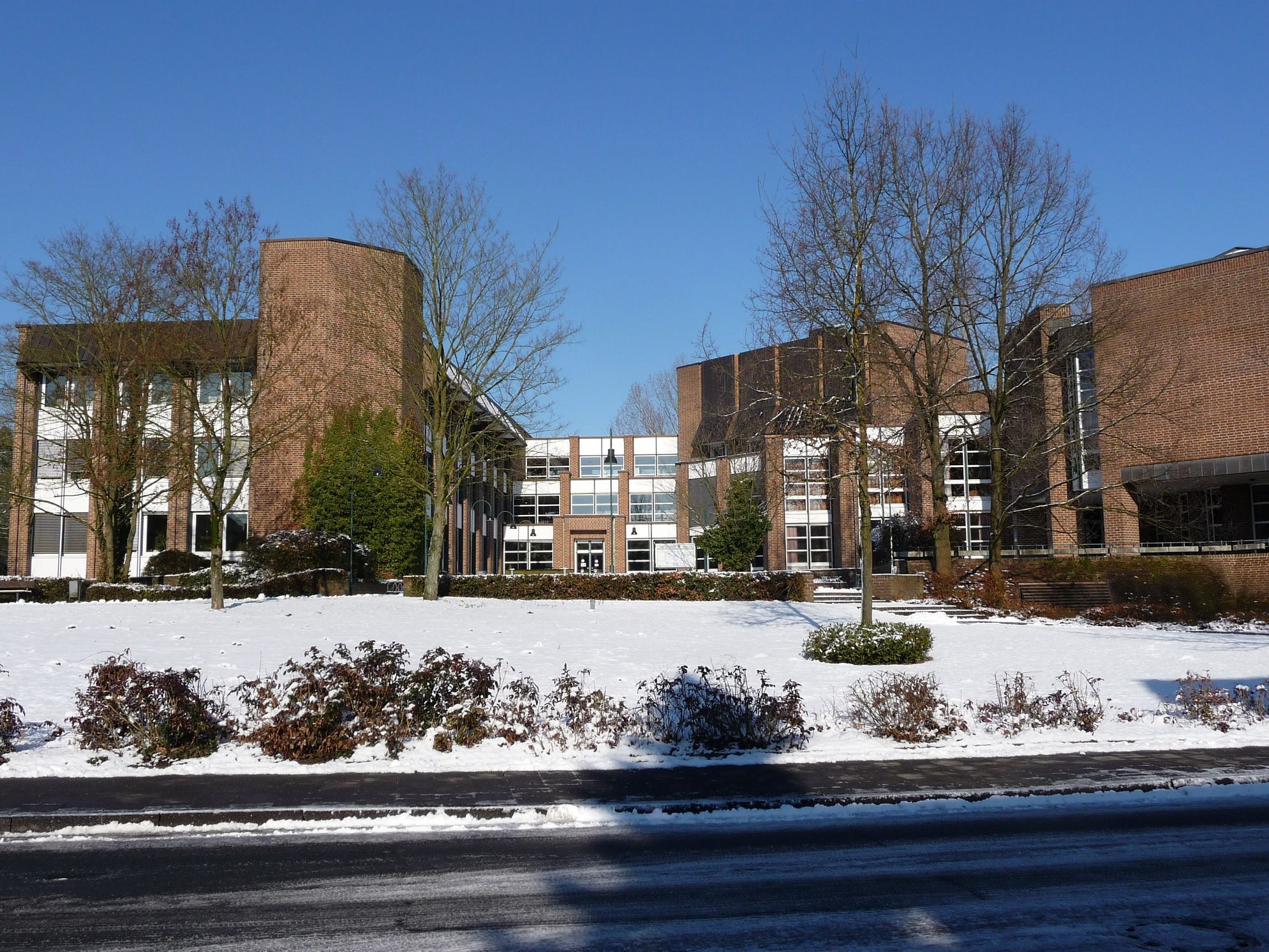
Gemeentehuis
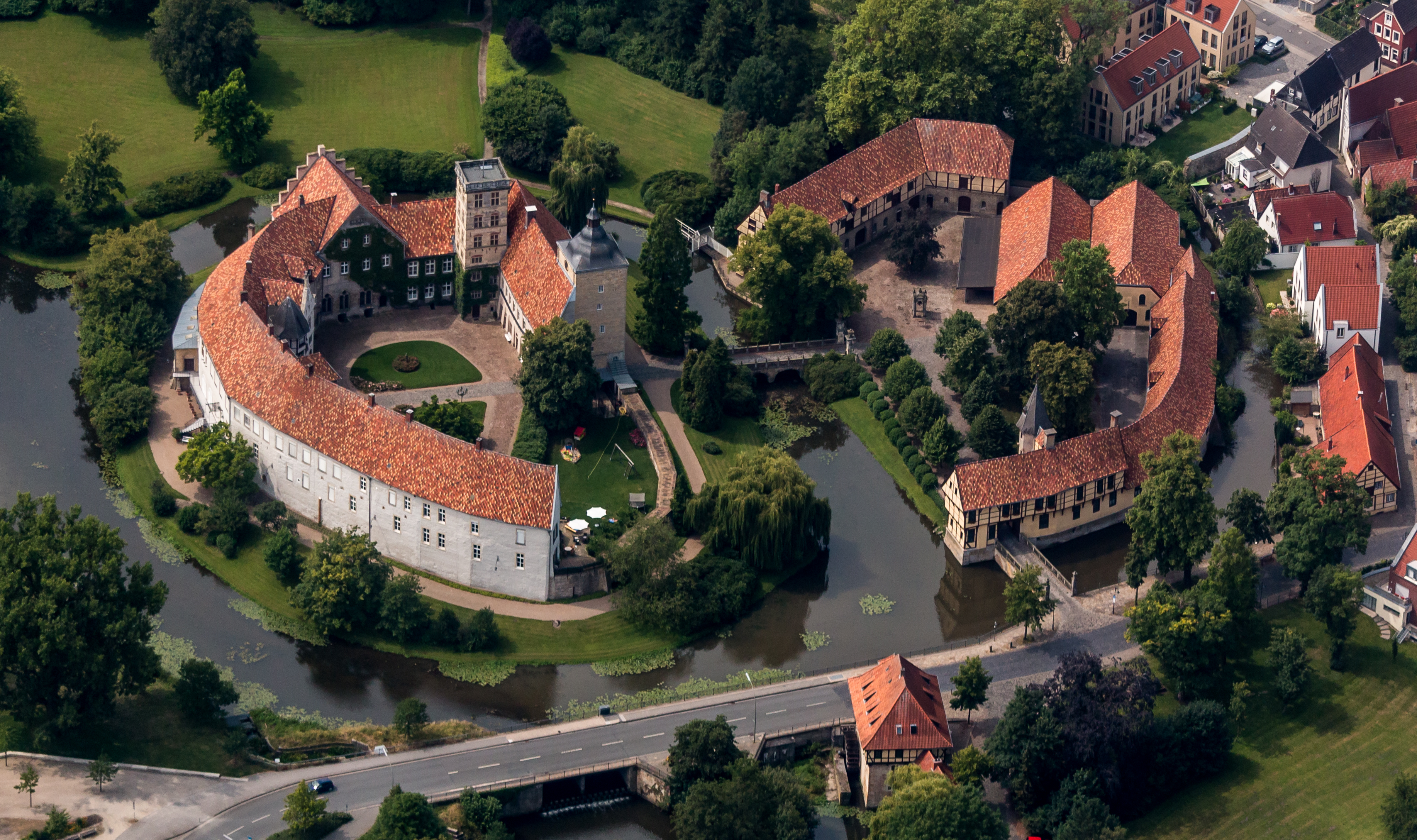
Schloss Burgsteinfurt
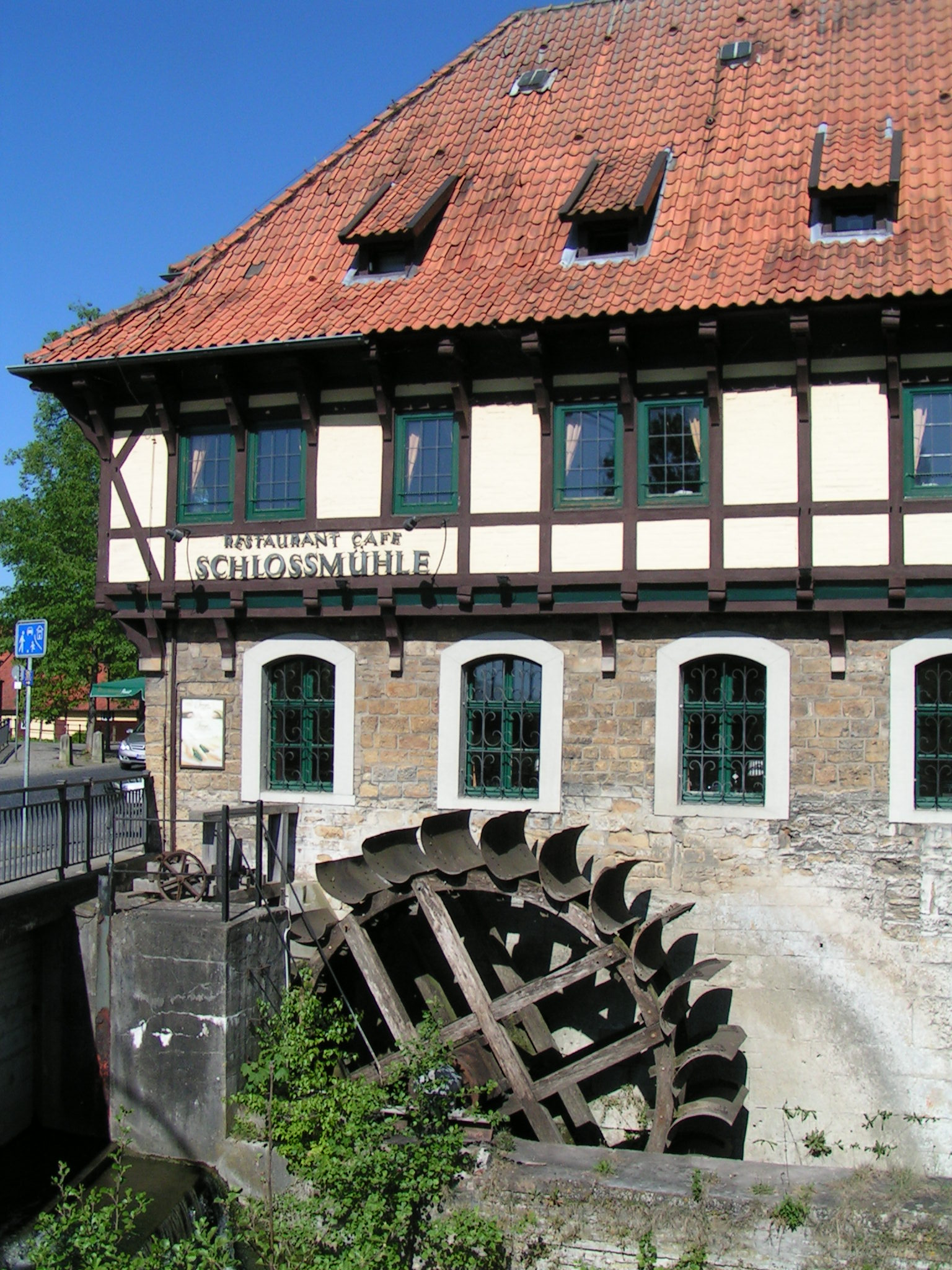
Watermolen van het kasteel
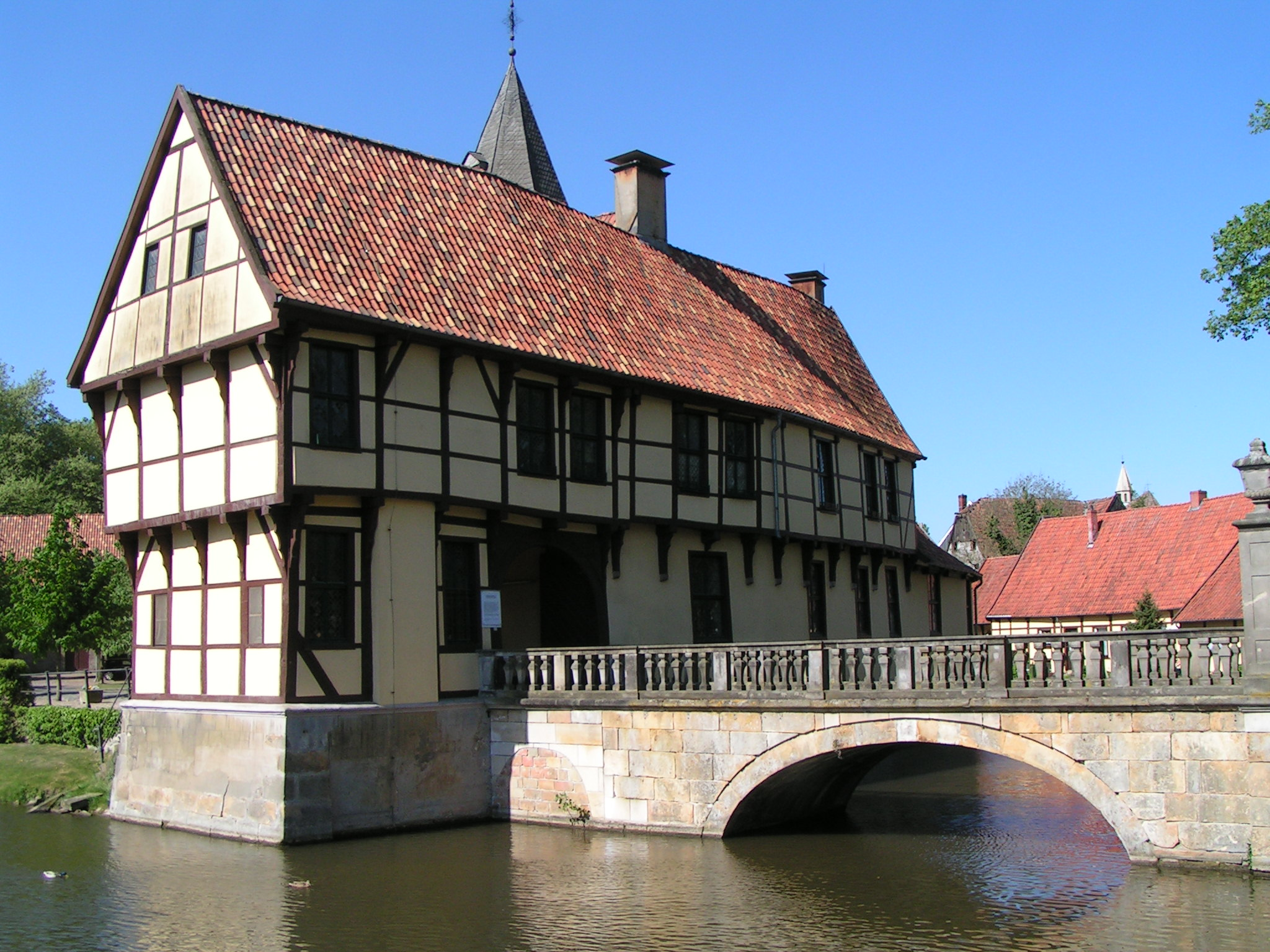
Poorthuis van kasteel Burgsteinfurt
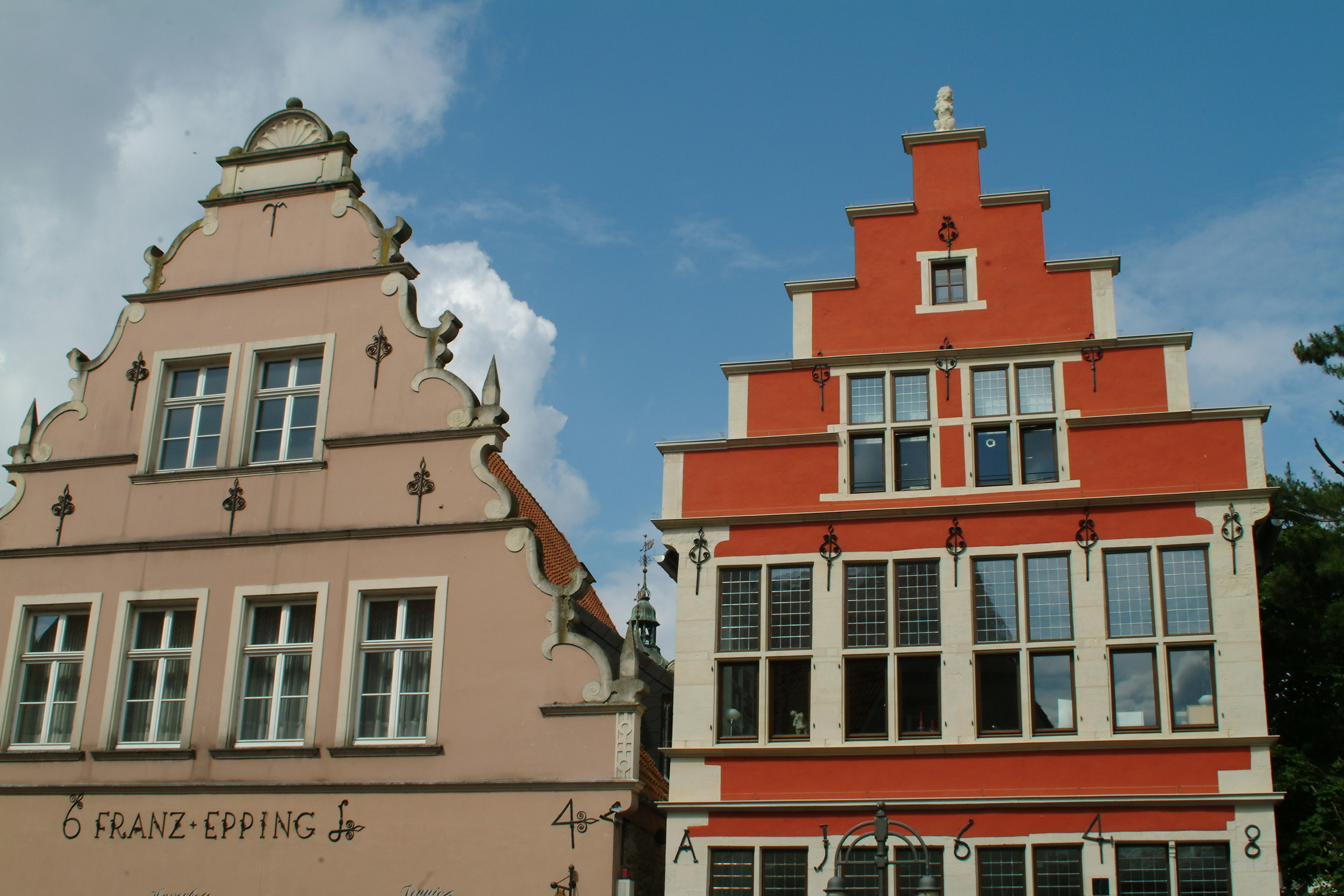
Professorenhuizen aan de Markt
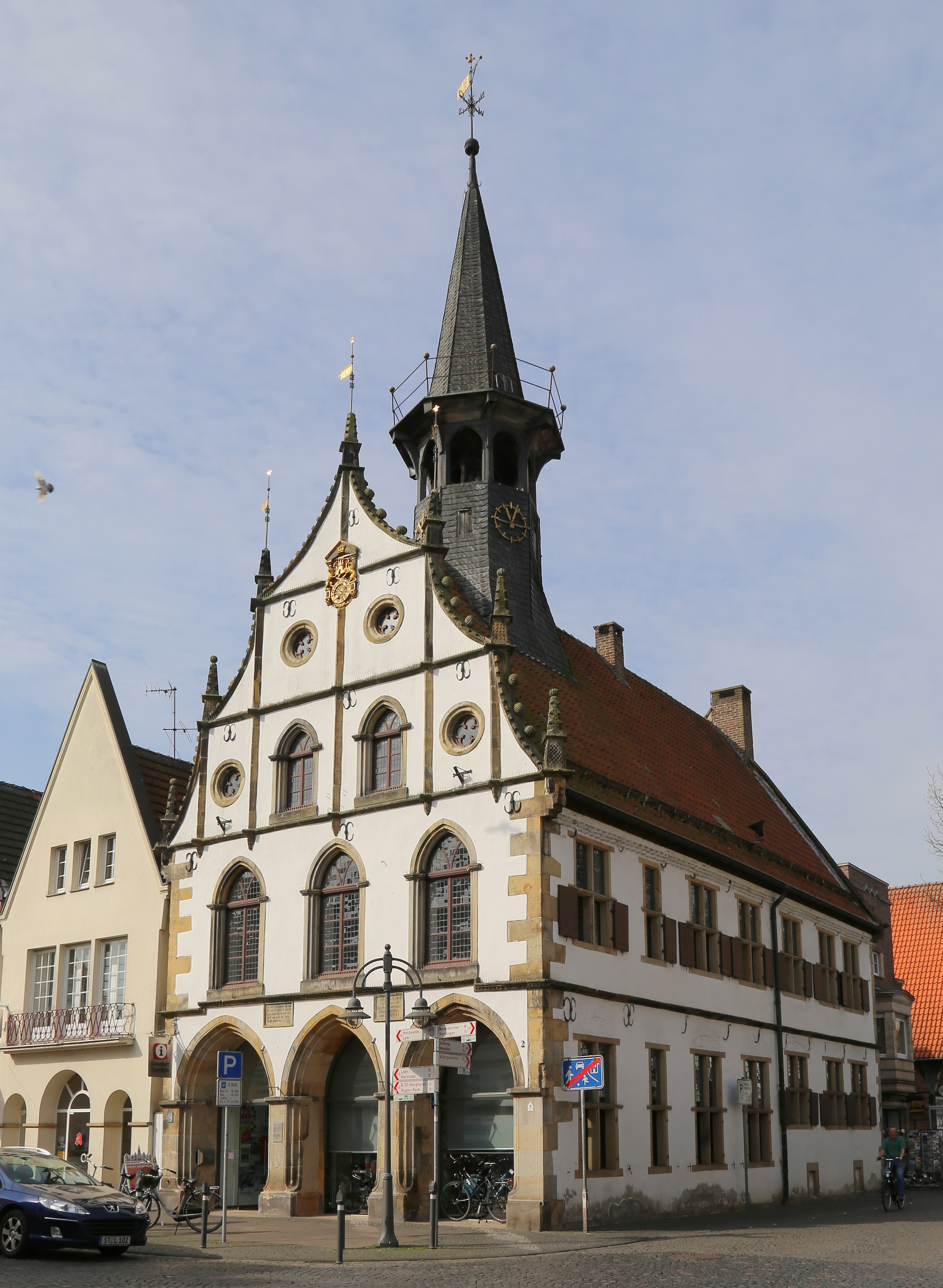
Oude Raadhuis
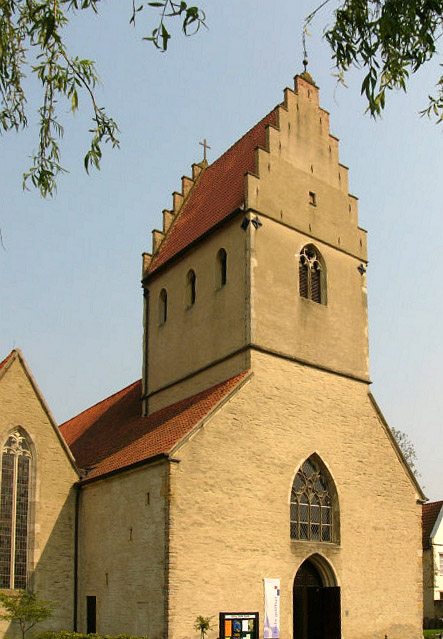
Grote Kerk te Burgsteinfurt
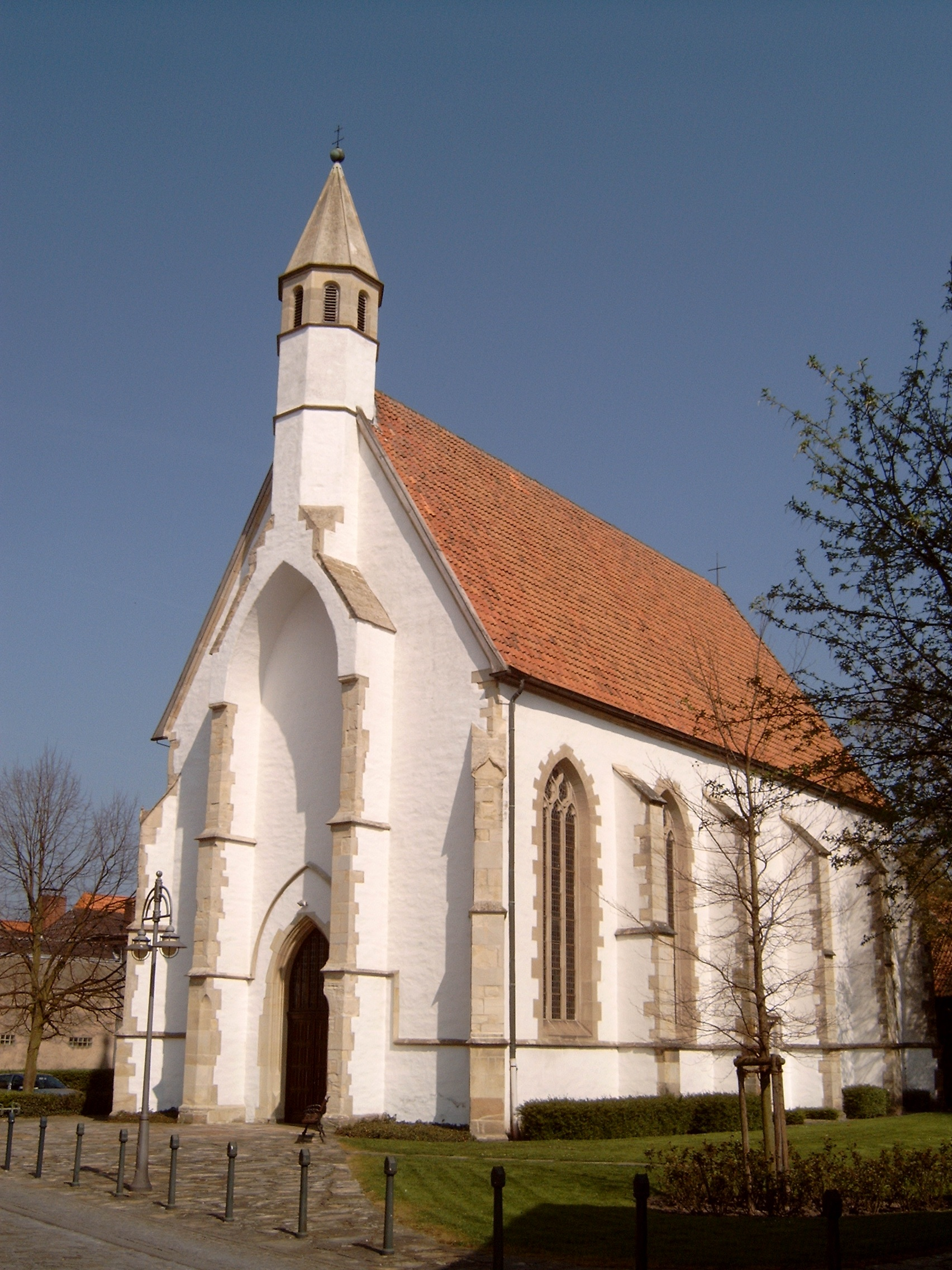
Kleine Kerk te Burgsteinfurt
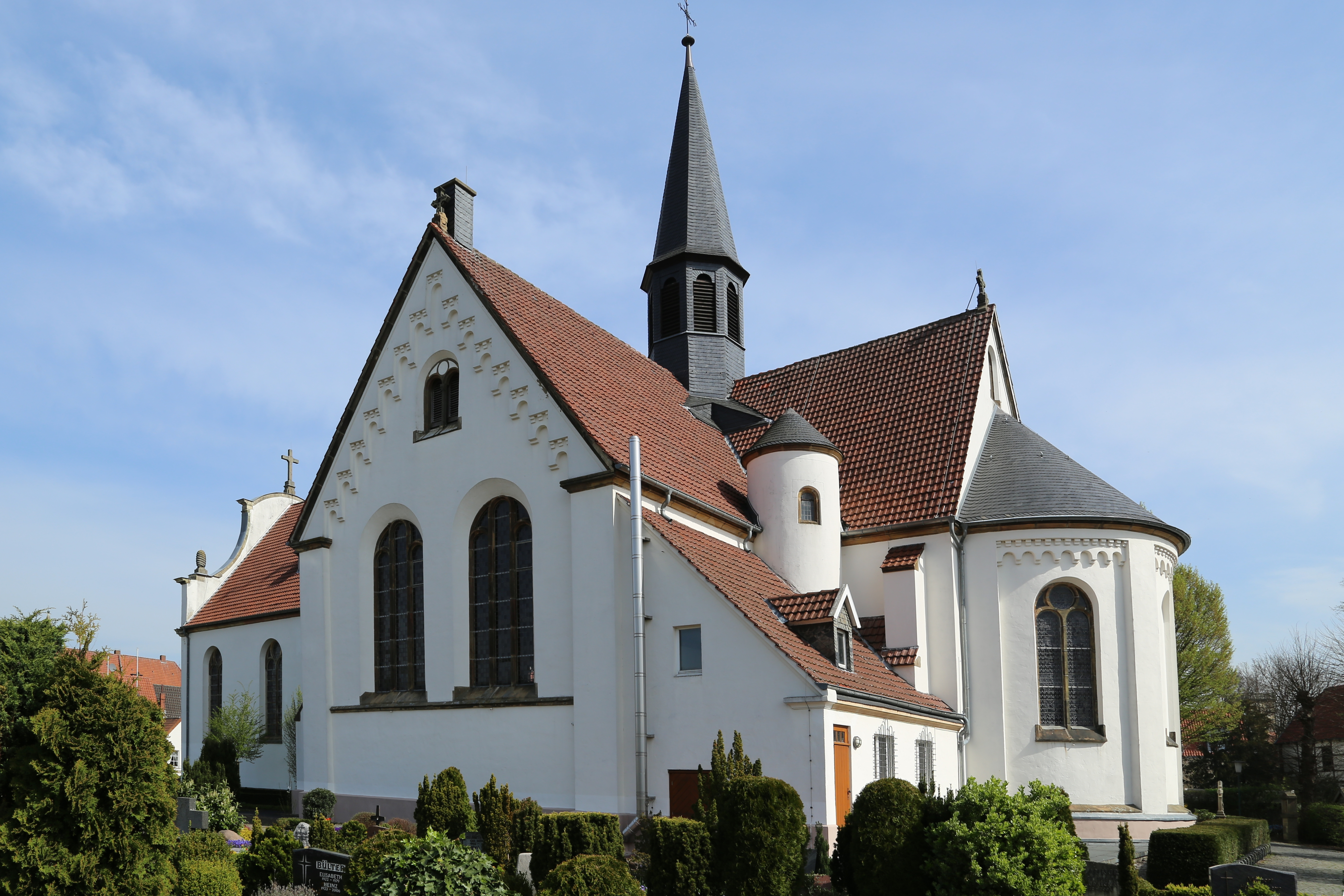
R.K. Johannes-Nepomukkerk, Burgsteinfurt
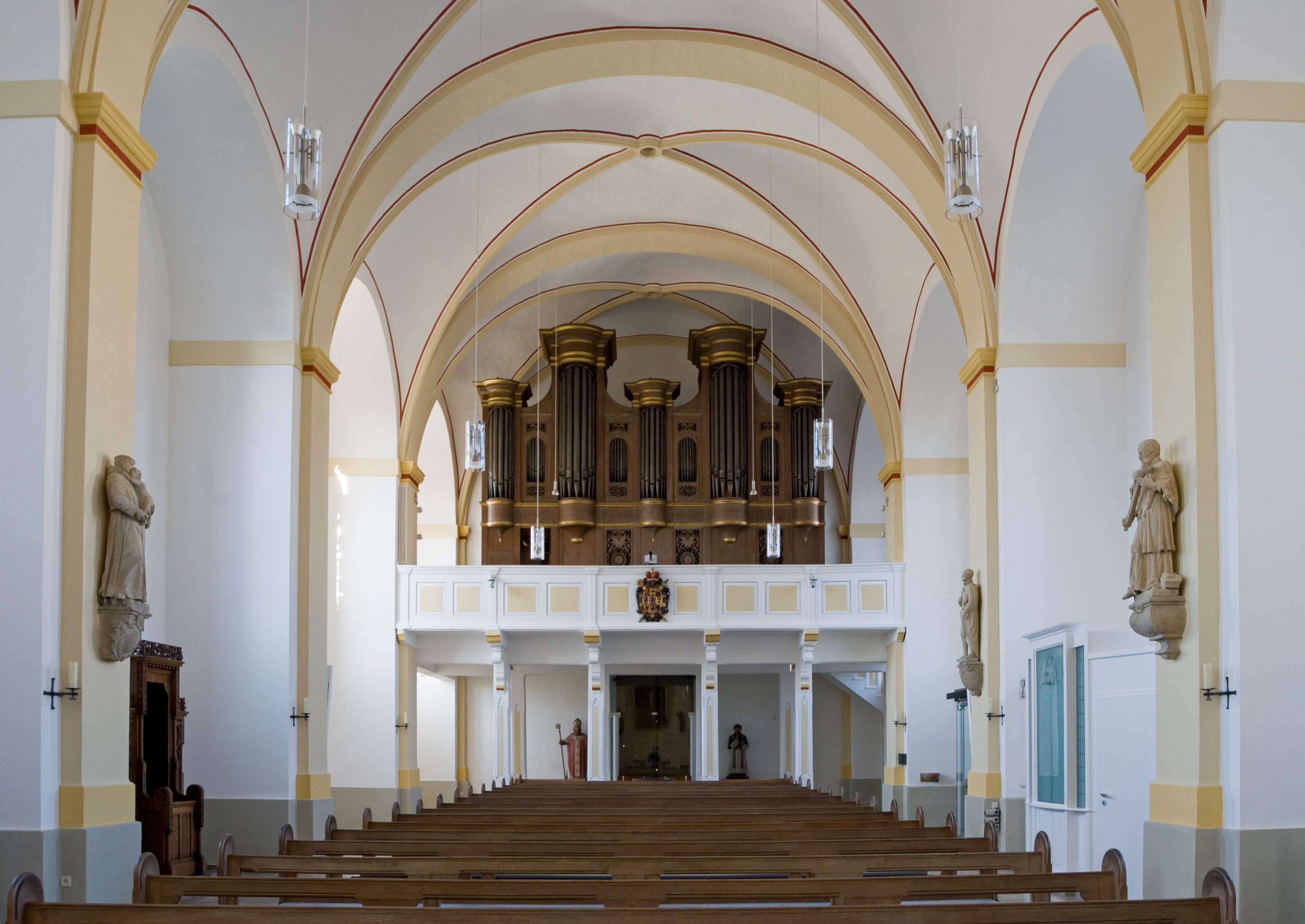
Interieur van deze kerk
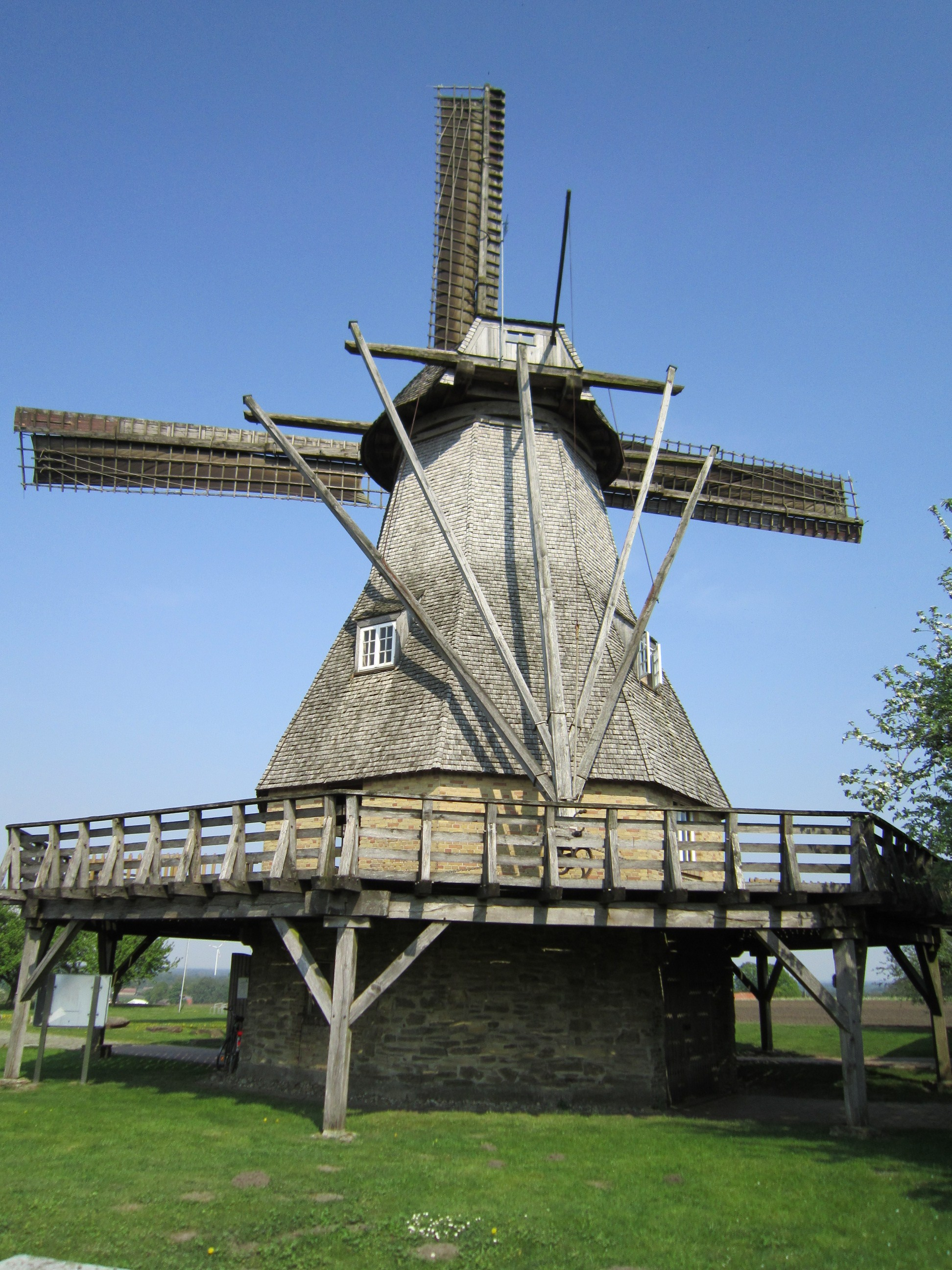
Windmolen te Hollich
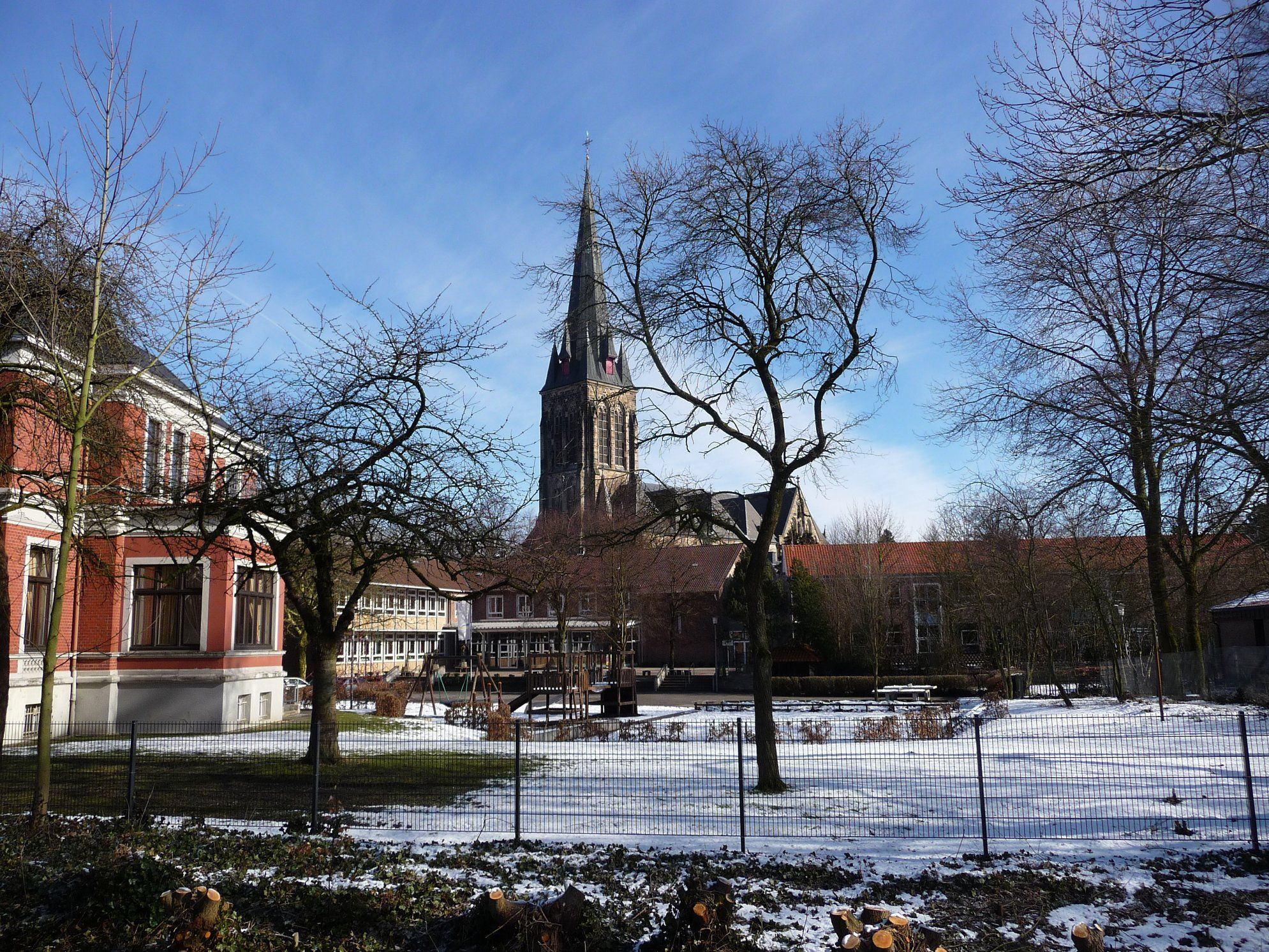
St. Nicomedeskerk, Borghorst
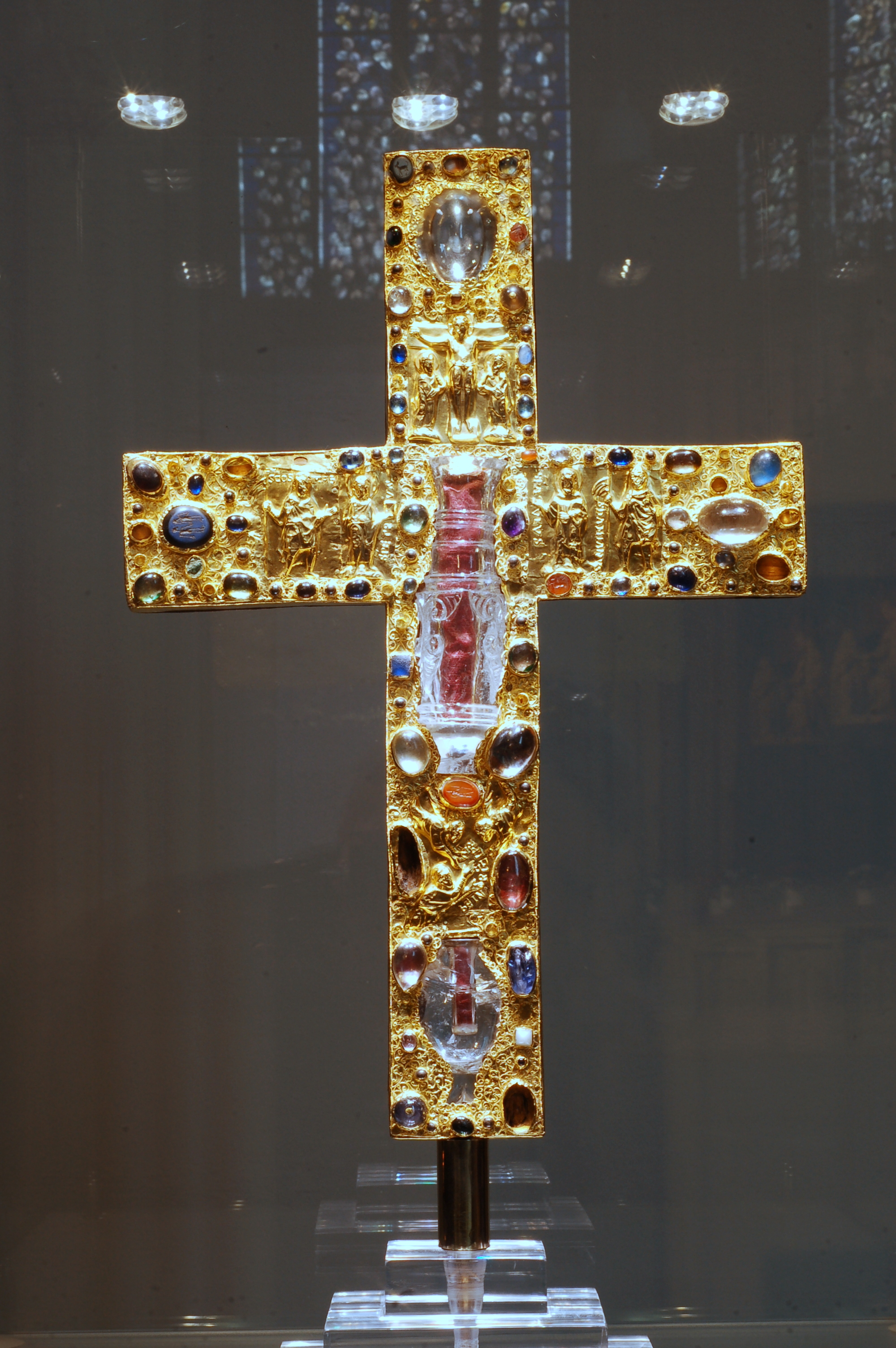
Borghorster Stiftskreuz, reliekhouder in deze kerk
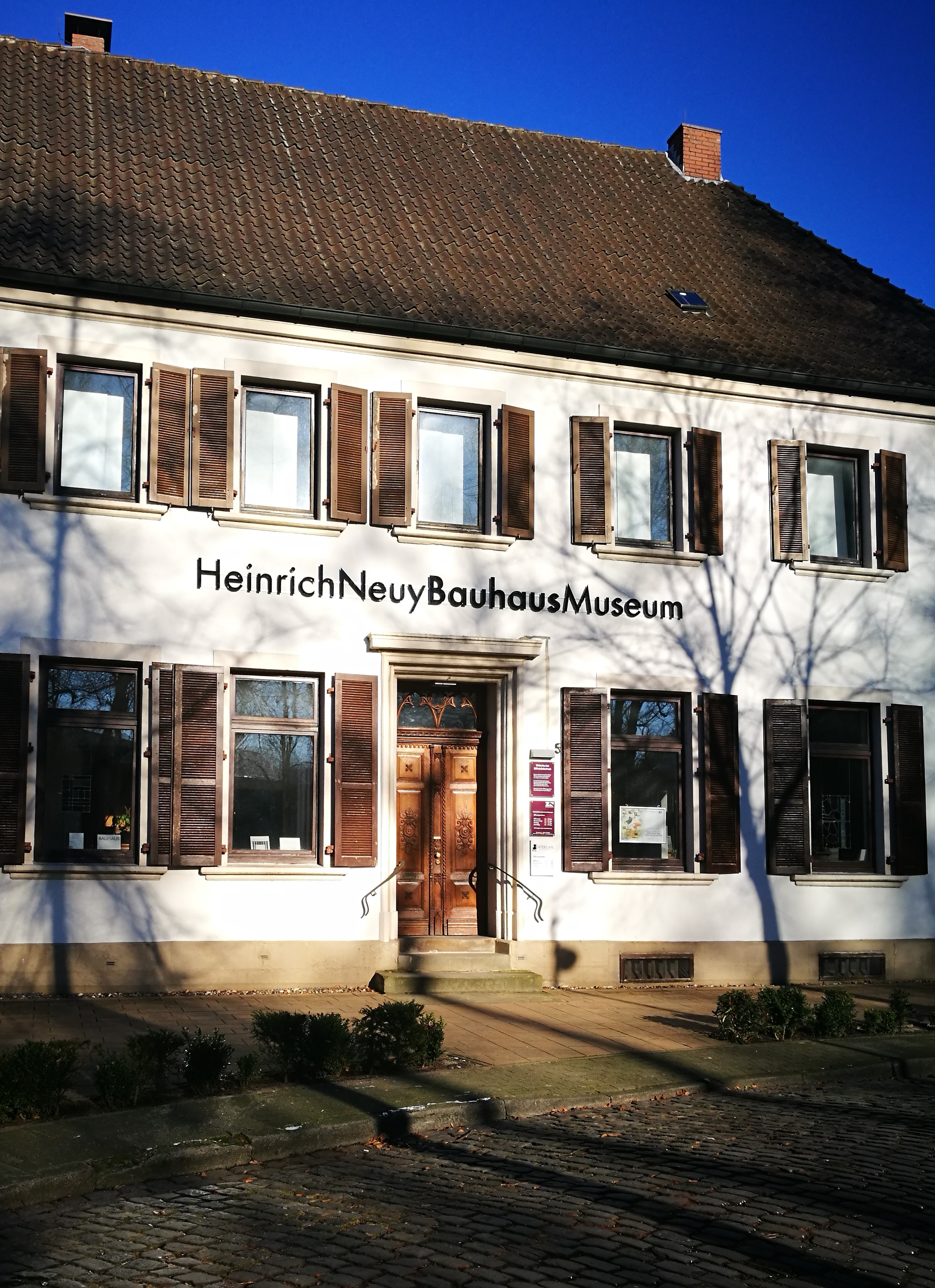
Heinrich-Neuy-Bauhaus-Museum te Borghorst
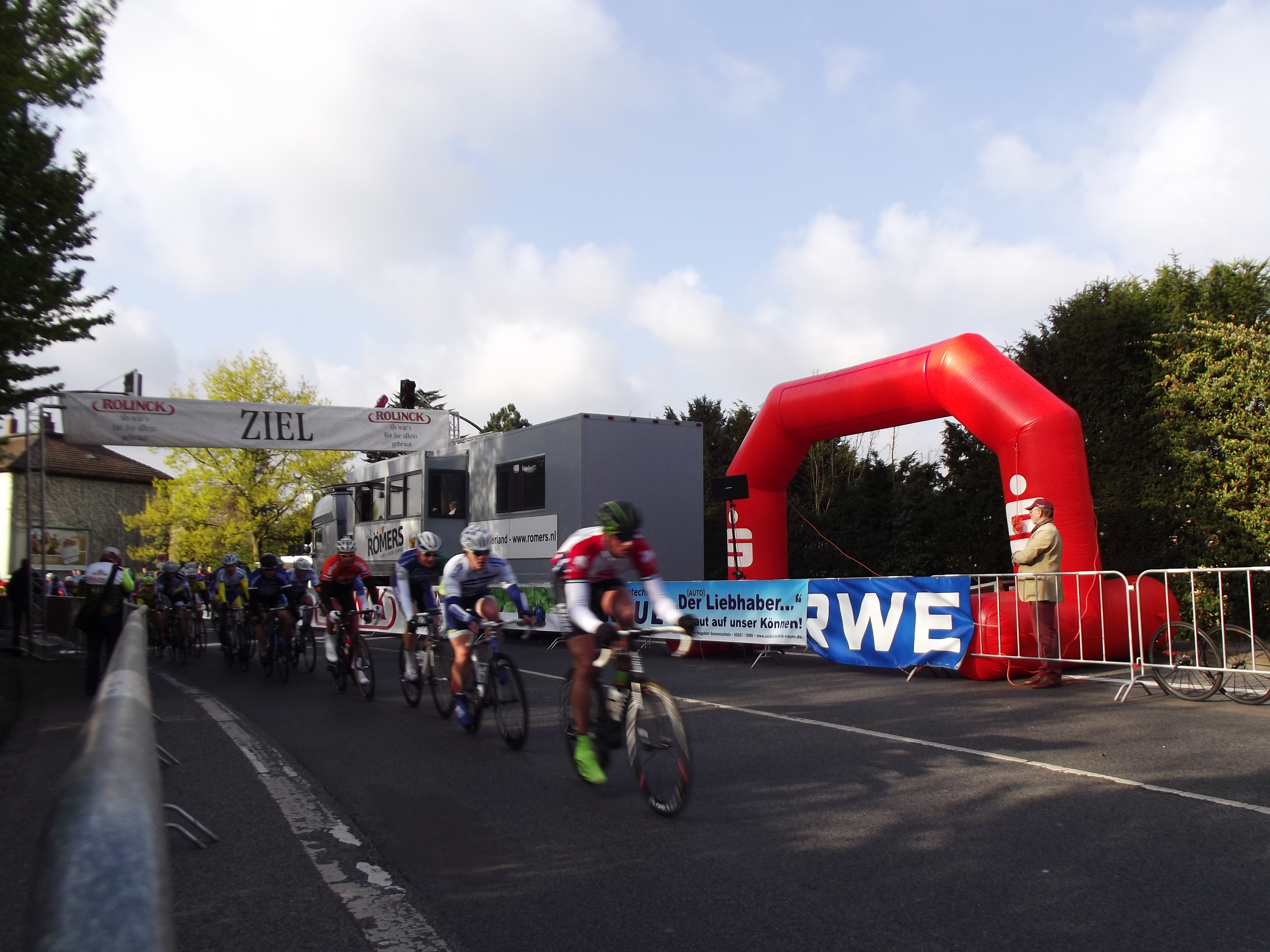
Bike race in Steinfurt 2014, georganiseerd door een Nederlands bedrijf

## Belangrijke personen in relatie tot de gemeente

### Geboren te Steinfurt
- Talrijke graven van het Graafschap Steinfurt zijn op Slot Burgsteinfurt geboren en ook overleden.

- Alexander Hegius (Burgsteinfurt, 1439/1440 - Deventer, 27 december 1498), humanist en onderwijshervormer
- Izaac van Deen (Burgsteinfurt, 24 maart 1804 - Groningen, 1 november 1869), arts en wetenschapper
- Willem van Hessen-Philippsthal-Barchfeld (1831-1890), marineofficier
- Werner Hellwig (* 24 september 1902, plaats en datum overlijden onbekend), Duits nazi-functionaris van het Deutsche Arbeitsfront, vanaf juni 1940 in het bezette Nederland belast met de gelijkschakeling van de vakbonden
- Heinz Baumkötter (* 7 februari 1912 in Burgsteinfurt; † 22 april 2001 in Münster), berucht nazi, SS-arts in de concentratiekampen Mauthausen, Natzweiler-Struthof en Sachsenhausen. Hij voerde talrijke "experimenten" op gevangenen uit. Velen van hen stierven daardoor een gruwelijke dood.
- Paul Gauselmann (* 26 augustus 1934 in Borghorst), Duits grootondernemer, oprichter van een concern te Espelkamp, o.a. actief in de branches: speelautomaten en: legale online kansspelen; tevens filantroop
- Mikael Kaj Forssell (Steinfurt, 15 maart 1981), in Duitsland geboren Fins ex-profvoetballer

### Overigen
- Wilhelm Ackermann (Schönebecke, 29 maart 1896 — Lüdenscheid, 24 december 1962), Duits wiskundige, van 1929-1948 docent wiskunde aan het Arnoldinum in Burgsteinfurt
- Heinrich Neuy (* 27 juli 1911 in Kevelaer; † 24 maart 2003 in de gemeente Steinfurt), Duits schilder (als zodanig werkte hij in verschillende stijlen), daarnaast architect en meubeldesigner in de kunstrichting van het Bauhaus.

## Partnergemeenten
De gemeente Steinfurt onderhoudt jumelages met:
- Rijssen-Holten – Nederland (sedert 1974)
- Liedekerke – België (sedert 1975)
- Neubukow – Mecklenburg-Voor-Pommeren, voormalige DDR (sedert 1990)